# (20197) Enriques
(20197) Enriques (1997 CK22) – planetoida z grupy pasa głównego asteroid okrążająca Słońce w ciągu 4,43 lat w średniej odległości 2,7 j.a. Odkryta 14 lutego 1997 roku.